# Lorenzo Bernardi
Lorenzo Bernardi (* 11. August 1968 in Trient) ist ein ehemaliger italienischer Volleyballspieler und heutiger Volleyballtrainer.

## Karriere als Spieler
Lorenzo Bernardi startete seine Karriere 1981 in der tridentinischen Heimat bei Marzola Trient. Von 1984 bis 2007 spielte der Außenangreifer, der als Zuspieler begann, 23 Jahre in der italienischen „Serie A1“ bei den Spitzenvereinen Pallavolo Padua, Pallavolo Modena, Sisley Treviso, Trentino Volley, Lube Macerata, Marmi Lanza Verona und Acqua Paradiso Gabeca Montichiari, unterbrochen von zwei kurzen Engagements im Ausland bei Al-Rayyan SC und Olympiakos Piräus. In dieser Zeit wurde er neunmal italienischer Meister, fünfmal italienischer Pokalsieger, viermal Champions-League-Sieger, zweimal Europapokalsieger der Pokalsieger und viermal CEV-Pokalsieger.
Lorenzo Bernardi spielte von 1987 bis 2001 306 mal für die italienische Nationalmannschaft. Er nahm an drei olympischen Turnieren teil und gewann mehrmals Welt- und Europameisterschaften sowie Weltliga und Weltpokal. Dabei wurde er mehrfach als „Wertvollster Spieler“ ausgezeichnet.
2011 wurde Lorenzo Bernardi in die Volleyball Hall of Fame aufgenommen.

## Karriere als Trainer
Seit 2007 ist Bernardi Trainer. Zunächst war er zwei Jahre als Spielertrainer bei Anaune Cles tätig. 2009 coachte er die italienische B-Nationalmannschaft und in der darauffolgenden Saison den Zweitligisten Pallavolo Padua. Von 2010 bis 2014 war Bernardi in Polen bei Jastrzębski Węgiel tätig. In den folgenden zwei Jahren trainierte er die Männermannschaft von Halkbank Ankara, mit der er türkischer Meister und Pokalsieger wurde. Seit 2016 ist er Trainer des italienischen Erstligisten Sir Safety Perugia.

## Verdienstorden
- 2000  Ritter des Verdienstordens der Italienischen Republik